# 栗尾典子
栗尾 典子（くりお のりこ、1967年（昭和42年）11月10日 - ）は、日本の政治家。岡山県笠岡市長（1期目）。元笠岡市議会議員（1期）。

## 経歴
1967年（昭和42年）11月10日生まれ。岡山県笠岡市出身。
岡山県立笠岡高等学校、ノートルダム清心女子大学家政学部家政学科（現・人間生活学部人間生活学科）卒業。
岡山放送（OHK）社員、私立高等学校家庭科非常勤講師などを経て、2020年（令和2年）笠岡市議会議長だった父親の栗尾順三の後を継いで初当選。会派、創政みらい。
2024年（令和6年）4月7日、笠岡市長選挙が告示され、立候補の届出を出した。公職選挙法第90条の規定により、同日付で市議会議員の職は自動失職となった。4月14日に投開票が行われ、3選を目指した現職の小林嘉文を破り初当選。笠岡市長として初の女性市長だった。岡山県内の女性市長は、倉敷市長の伊東香織（2008年5月19日 - 現職）、前新見市長の池田一二三（2016年12月25日 - 2020年12月7日）以来3人目である。
※当日有権者数：38,136人 最終投票率：63.08%（前回比：7.43pts）
| 候補者名 | 年齢 | 所属党派 | 新旧別 | 得票数   | 得票率 | 推薦・支持 |
| -------- | ---- | -------- | ------ | -------- | ------ | ---------- |
| 栗尾典子 | 56   | 無所属   | 新     | 13,465票 | 56.67% |            |
| 小林嘉文 | 63   | 無所属   | 現     | 10,295票 | 43.33% |            |

2024年4月24日、初登庁した。

## 公約
笠岡の新しい時代を作る
- 重点施策1　暮らしを支える　全市民の移動手段の確保 - 公共交通の見直しとともに年齢を問わず安心して使える移動手段を確保
- 重点施策2　町を整える　臭気をなくす! - 笠岡市が率先して取り組む干拓地の臭気対策
- 重点施策3　子供を守る　4つの無償化 - 放課後児童クラブ費、学校給食費、高校生までの医療費、二人目以降の保育料